# Wided sportif de Montfleury
Le Wided sportif de Montfleury (arabe : الوداد الرياضي بمونفلوري), également connue sous le nom de Wided athlétique de Montfleury (WAM), est un club omnisports tunisien basé à Tunis et fondé en 1950 dans le quartier de Montfleury.
Le club est nommé ainsi après la fusion entre le Wided athlétique de Tunis et l'Association de Montfleury.